# Verthemex
Verthemex é uma comuna francesa na região administrativa de Auvérnia-Ródano-Alpes, no departamento de Saboia. Estende-se por uma área de 9,28 km². Em 2010 a comuna tinha 232 habitantes (densidade: 25 hab./km²).